# Música planeca
La música planeca o música de arpa grande es una expresión de la cultura michoacana en México que combina la música, la danza y la poesía campirana. Su ritmo es armónico, generalmente sesquiáltero, con contratiempos. 
El conjunto planeco o de arpa grande se compone arpa grande de 30 cuerdas, dos violines, vihuela y jarana o guitarra de golpe. Se usa el tamboreo sobre la caja del arpa. Fuertemente emparentado con el mariachi, puede incluir guitarrón, tololoche (los cuales actualmente suplen a menudo al arpa) o incluso guitarra sexta. También está relacionado con el son calentano.
Su repertorio incluye rancheras, valonas, corridos, sones, jarabes planecos, chilenas, polkas y valses. 
Ejemplos de Exponentes: Alma de Apatzingán, Los Jilgueros Michoacanos, Los Potrillos de Coalcomán, Los Rayitos de Michoacán, Los Originarios del Plan, Los Paisanos de Tierra Caliente, Los Hermanos Flores, Conjunto de Arpa Barajas, Los Halcones de Coalcomán, Los Arrieros del Plan.

## Enlaces
- http://www.culturatradicional.org/zarina/Articulos/manosalarpa.htm
- Son calentano
- Son Planeco (calentano) Grupo Alma de Apatzingán

- Datos: Q6036566